# Стшешковиці-Малі
Стшешковиці-Малі (пол. Strzeszkowice Małe) — село в Польщі, у гміні Неджвиця-Дужа Люблінського повіту Люблінського воєводства.
Населення — 140 осіб (2011).

## Демографія
Демографічна структура станом на 31 березня 2011 року:
|          | Загалом | Допрацездатний вік | Працездатний вік | Постпрацездатний вік |
| -------- | ------- | ------------------ | ---------------- | -------------------- |
| Чоловіки | 65      | 13                 | 44               | 8                    |
| Жінки    | 75      | 14                 | 39               | 22                   |
| Разом    | 140     | 27                 | 83               | 30                   |